# Гірники (Дубенський район)
Гі́рники — село в Україні, у Семидубській сільській громаді Дубенського району Рівненської області. Населення становить 258 осіб.

## Герб
Щит скошений зліва лазуровим і золотим. У першій частині летить срібний голуб. У другій частині із зеленим краєм поверх всього зелена конвалія (насправді зображений підсніжник) зі срібною квіткою. У червоній главі срібний розширений хрест.

## Історія
У 1906 році село Дубенської волості Дубенського повіту Волинської губернії. Відстань від повітового міста 7 верст, від волості 8. Дворів 36, мешканців 240.
7 (20) листопада 1917 року, відповідно до Третього Універсалу Української Центральної Ради, увійшло до складу Української Народної Республіки.
На 1936 рік село входило до ґміни Дубно Дубенського повіту.
12 червня 2020 року, відповідно до розпорядження Кабінету Міністрів України № 722-р від «Про визначення адміністративних центрів та затвердження територій територіальних громад Рівненської області», увійшло до складу Семидубської сільської громади.
19 липня 2020 року, в результаті адміністративно-територіальної реформи та ліквідації  Дубенського (1939—2020) району, село увійшло до складу новоутвореного Дубенського району.

## Визначні місця
4 квітня 2012 р. в селі відкрито знак на честь вимірювання геодезичної дуги Василя Струве. Знак у Гірниках — п'ятий геодезичний об'єкт зі спадщини Струве в Україні, занесеної 2005 р. до списку всесвітньої спадщини ЮНЕСКО.

## Персоналії села
- Дудко Леонід Іванович — міський голова Дубна з 2006 по 2010 рік.

Учасники Другої світової війни [Архівовано 28 липня 2020 у Wayback Machine.]
- Сідлярчук Йосип Тимофійович народився 29 березня 1920 року в селі Злинець, Дубенського району. За національністю українець, освіта — 9 класів. В довоєнний період працював хліборобом, а в післявоєнний — у Дубенській пожежній частині. Помер Йосип Тимофійович в 1996 році. Похований на цвинтарі с. Злинець.
- Ліскович Олександр Іванович воював на Північно — Західному фронті з 20 червня 1941 року по 20 грудня 1942 року. На фронті перебував до 24 квітня 1945 року, у складі 4074-го стрілецького полку. Військове звання — рядовий.

Нагороджений медаллю «За визволення Праги». Помер у 1993 році, похований на кладовищі села Збитин.
- Давидчук Гнат Олексійович народився 9 червня 1927 року в Житомирській області. За національністю українець, освіта середня спеціальна. Проживав в селі Здовбиця, Дубенського району. У роки війни воював в складі військової частини № 40074, в 13 бригаді морської піхоти. Нагороджений медалями «За перемогу над Японією», «За визволення Кореї», «За перемогу у Великій Вітчизняній війні», орденом «Знак Пошани». В післявоєнний час працював секретарем парторганізації, головою колгоспу імені Ватутіна, директором Дубенського «Сортовочнасіння».

Помер Гнат Олексійович у 1990 році. Похований на цвинтарі у селі Злинець.
- Царук Степан Арсентійович народився 1914 року в селі Злинець, Дубенського району, у сім'ї колгоспників. Українець, освіта 4 класи. До війни працював в колгоспі. В ряди армії був призваний 22 квітня 1944 року. За роки війни був нагороджений Орденом Червоної Зірки, медалями «За перемогу над Німеччиною», «За відвагу».

На війні був сапером. Повернувся з війни у званні єфрейтора. В повоєнний період працював столяром.
Помер Степан Арсентійович 16 квітня 1997 року.
- Горнійчук Мефодій Петрович народився 30 листопада 1918 року. Був призваний в армію у квітні 1941 року. У червні військова частина знята з фронту і направлена в тил на військовий завод, що знаходився на Уралі в Свердловській області. Виготовляли секретні частини до військової техніки. Працювали по 18 годин на добу в дуже важких умовах. Нагороджений медалями «За сумлінну працю у роки Великої Вітчизняної війни 1941—1945 рр.», «Ветеран війни», «Захиснику Вітчизни».

Мефодій Петрович відзначений багатьма грамотами, за добросовісну працю, подяками і преміями.
- Сіневич Мефодій Григорович народився 1919 року в селі Здовбиця, Дубенського району в сім'ї хліборобів. За національністю українець, освіта — 4 класи. В довоєнний час працював у колгоспі. Коли розпочалася війна Сіневич Мефодій був на Вінниччині. Воював зенітником. 9 серпня 1941 року його важко поранено, лікувався в шпиталі. Згодом проходив перепідготовку під Ленінградом, після чого воював сапером. Мефодій Григорович до останнього дня був на війні. Повернувся додому в званні єфрейтора. За роки війни нагороджений Орденом Червоної Зірки — за знищення ворожого ешелону, Орденом Слави ІІІ ступеня — за зразкову переправу радянських танків, медалями «За бойові заслуги», «За відвагу». Помер влітку 2007 року.